# József Tóth (football, 1951)
Pour les articles homonymes, voir József Tóth et Tóth.
Dans le nom hongrois Tóth József, le nom de famille précède le prénom, mais cet article utilise l’ordre habituel en français József Tóth, où le prénom précède le nom.
József Tóth, né le 2 décembre 1951 à Mosonmagyaróvár (Hongrie) et mort le 11 août 2022 est un footballeur international hongrois, qui évoluait au poste de défenseur, avant de devenir entraîneur.

## Biographie

### Carrière de joueur

#### Carrière en sélection
Avec l'équipe de Hongrie, il joue 56 matchs (pour un but inscrit) entre 1974 et 1983. 
Il joue son premier match le 10 novembre 1974 contre la Bulgarie et son dernier le 1er juin 1983 contre le Danemark.
Il figure dans le groupe des sélectionnés lors des Coupes du monde de 1978 et de 1982. Lors du mondial 1978, il joue contre l'Argentine, l'Italie et la France. En 1982, il joue contre le Salvador et de nouveau l'Argentine.

## Palmarès
Újpest
- Championnat de Hongrie (2) :
  - Champion : 1977-78 et 1978-79.

- Coupe de Hongrie (2) :
  - Vainqueur : 1981-82 et 1982-83.